# JPMorgan Chase Corporate Challenge
Mit der J.P. Morgan Corporate Challenge (JPMCC, bis 2010: J.P. Morgan Chase Corporate Challenge) wird eine Serie von Firmenläufen bezeichnet, die jährlich in über zehn Großstädten hauptsächlich in den Vereinigten Staaten, aber auch in Europa (London, Frankfurt am Main) und auf anderen Kontinenten (Singapur, Sydney, Johannesburg), stattfinden. Es sind die Städte, in denen der Organisator und Sponsor, die Investmentbank JPMorgan Chase & Co., Niederlassungen hat.
Der teilnehmerstärkste Firmenlauf der Serie wird mit ca. 70.000 Läufern in Frankfurt am Main ausgetragen. Danach folgen New York City, Chicago und London mit Teilnehmerzahlen zwischen 20.000 und 30.000.
Der 1977 von der Bank Manufacturers Hanover Trust in New York City unter dem Namen Corporate Challenge ins Leben gerufene Firmenlauf wird durch Firmenteams zu je vier Personen bestritten und steht allen Mitarbeitern von Unternehmen und Behörden offen. Die moderate Streckenlänge soll es auch ungeübten Kollegen ermöglichen, an dem Lauf teilzunehmen.
Gewertet wird die Summe der Laufzeiten von vier Teammitgliedern. Die schnellsten Teams der Kategorien Männer, Frauen und gemischte Teams werden eingeladen, zum sogenannten Championship-Lauf nach New York zu reisen. Jeweils ein US-Dollar des Startgeldes (in Frankfurt 1,80 Euro – bei einem Startgeld von 22,00 Euro = 8,2 %) wird für einen jährlich wechselnden guten Zweck verwendet.
Der ursprüngliche Veranstalter Manufacturers Hanover Trust kam 1991 zur Chemical Bank, die 1996 die  Chase Manhattan Bank übernahm und deren Namen annahm. Seit dem Zusammenschluss der Chase Bank mit J.P. Morgan im Jahr 2000 gehört Manufacturers Hanover zur heutigen JPMorgan Chase & Co.

## Veranstaltungsorte
| seit | Ort / Land                                        |
| ---- | ------------------------------------------------- |
| 1977 | New York / Vereinigte Staaten                     |
| 1981 | Buffalo / Vereinigte Staaten                      |
| 1982 | Chicago / Vereinigte Staaten                      |
| 1982 | Syracuse / Vereinigte Staaten                     |
| 1983 | New York (Championship-Lauf) / Vereinigte Staaten |
| 1984 | Boston / Vereinigte Staaten                       |
| 1985 | San Francisco / Vereinigte Staaten                |
| 1987 | London / Vereinigtes Königreich                   |
| 1991 | Rochester / Vereinigte Staaten                    |
| 1993 | Frankfurt am Main / Deutschland                   |
| 2000 | Sydney / Australien                               |
| 2004 | Johannesburg / Südafrika                          |
| 2004 | Singapur / Singapur                               |

## Die JPMCC in Frankfurt am Main

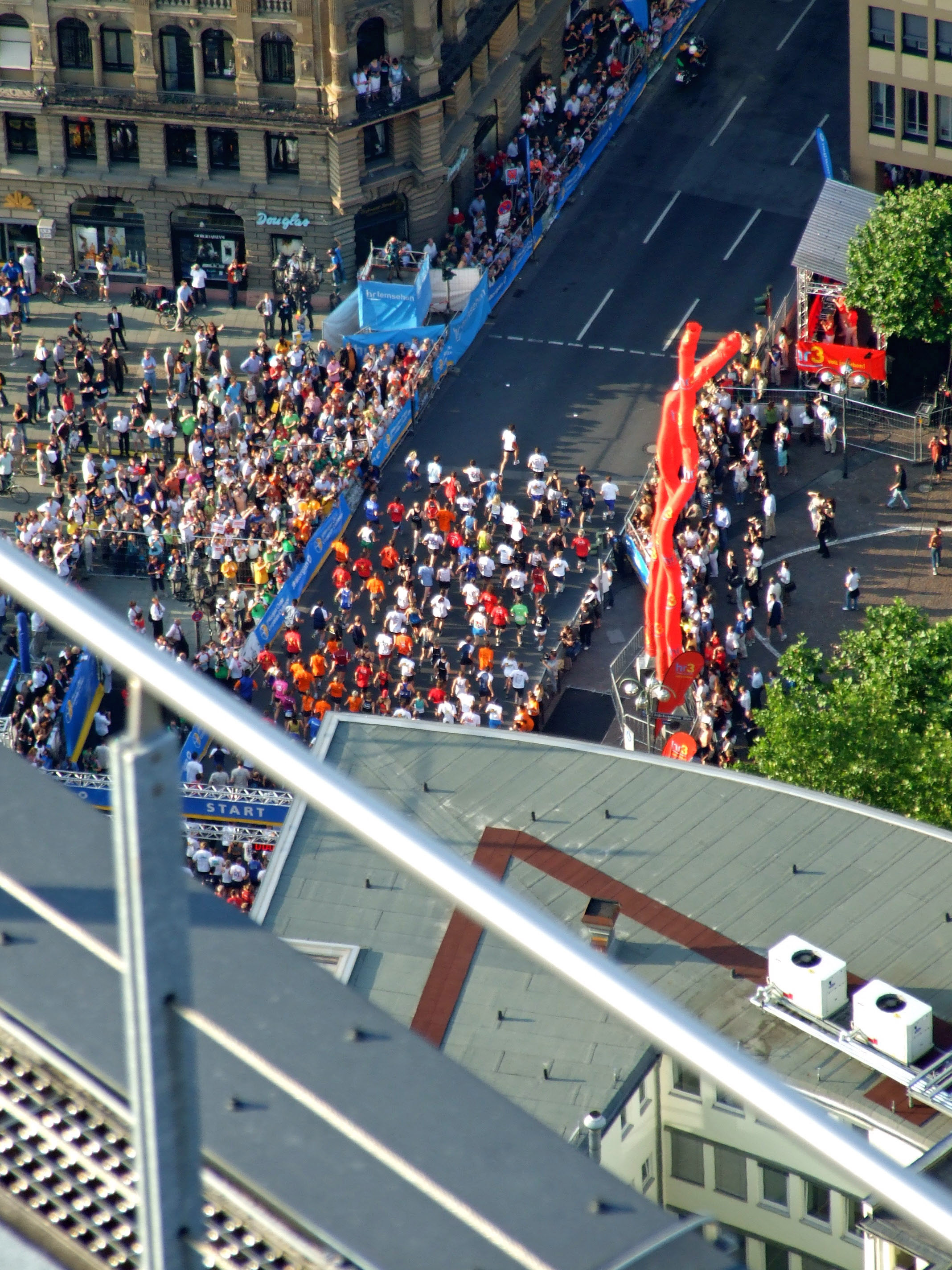
Start (Nord) beim Rennen 2007

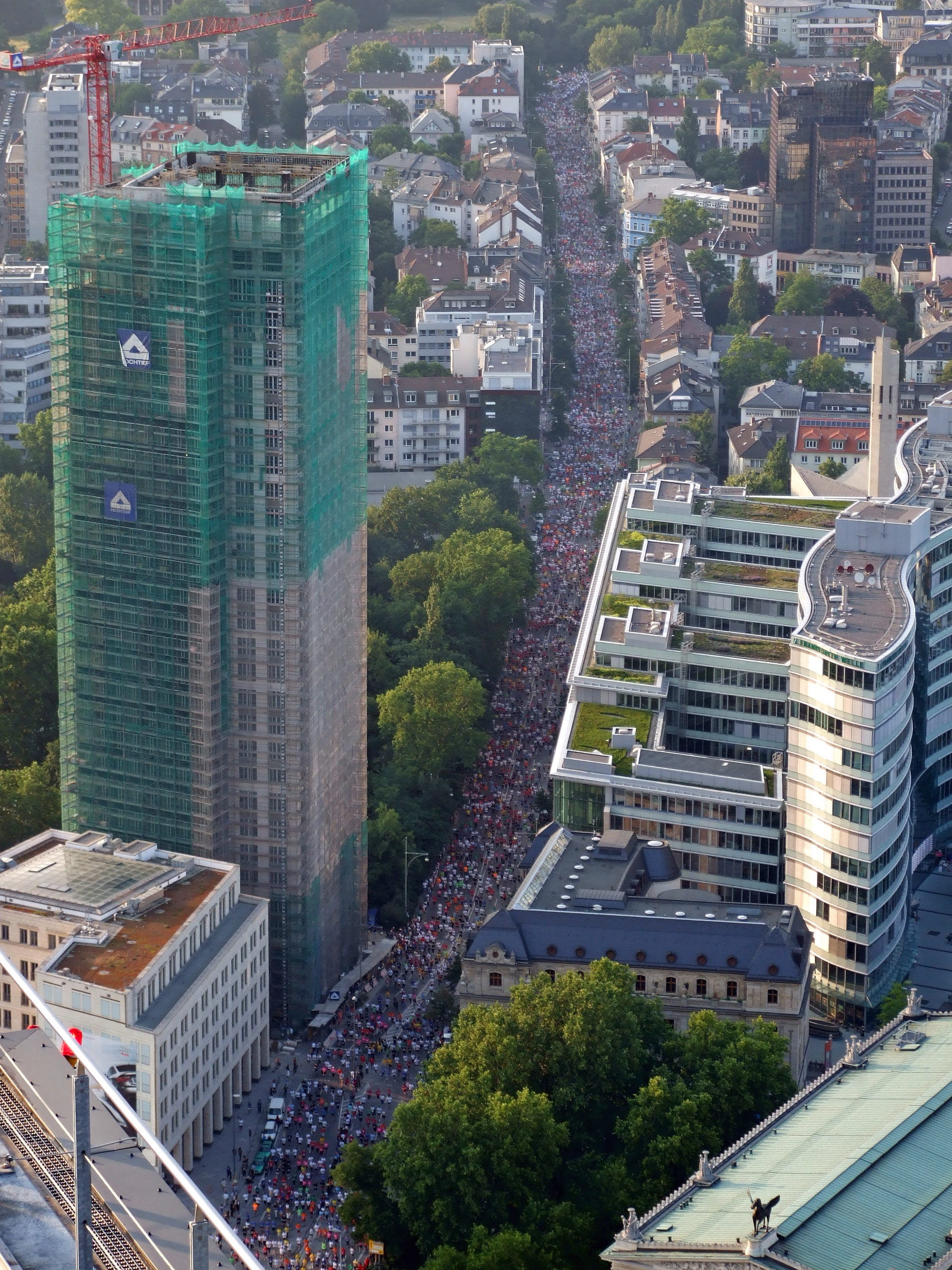
Das Feld im Reuterweg auf Höhe der Welle

Der Frankfurter Firmenlauf wurde 1993 als Chemical Bank Corporate Challenge gestartet, hieß von 1996 bis 2000 Chase Corporate Challenge, dann ab 2001 JP Morgan Chase Corporate Challenge, bevor er schließlich 2009 in J.P. Morgan Corporate Challenge umbenannt wurde. Der erste Lauf fand mit 527 Läufern aus 57 Unternehmen statt. 2002 wurden erstmals über 50.000 Teilnehmer registriert. Damit ist der Frankfurter Firmenlauf regelmäßig der größte Firmenlauf und der zweitgrößte Stadtlauf der Welt.
Die Strecke verläuft durch die Frankfurter Innenstadt und das Westend. Schnellster Läufer war bisher 2008 Raphael Schäfer, der die 5,6 Kilometer lange Strecke (3,5 Meilen) in 15:53 Minuten zurücklegte. Auch wenn sich die schnellsten Teams für den Championship-Lauf qualifizieren, der jedes Jahr an einem anderen Austragungsort der Laufserie stattfindet, steht für die meisten Teilnehmer nicht die Leistung, sondern das gemeinsame Sporterlebnis im Vordergrund.
Zudem trägt jede Läuferin und jeder Läufer des Frankfurter J.P. Morgan Corporate Challenge durch die Teilnahme dazu bei, dass vier Euro in die Förderung von Sportprojekten für junge Menschen mit Behinderungen fließen. Insgesamt kamen innerhalb von elf Jahren (Stand 2017) mehr als 2,5 Millionen Euro für diesen Zweck zusammen. Die Gelder werden über die Partner Stiftung Deutsche Sporthilfe und Deutsche Behindertensportjugend in konkrete Projekte investiert.

### Streckenführung
Aufgrund der großen Teilnehmerzahl wird seit 2003 von zwei verschiedenen Punkten aus gestartet, aus der Hochstraße am Opernplatz (Start West) und der Börsenstraße ab Freßgass (Start Ost). Die Läufer sind angehalten, sich nach ihren erwarteten Laufzeiten aufzustellen, so dass die schnelleren Läufer möglichst ungehindert starten können. Seit 2009 kommen Funkchips für gemeldete Top-Läufer zum Einsatz. Die beiden Startabschnitte münden nach etwa 400 m am Eschenheimer Tor zusammen. Die weitere Streckenführung führt über die Eschersheimer Landstraße bis zur Cronstettenstraße, biegt dann über die Bremer Straße Richtung Südwesten ab, über den Reuterweg in die Mainzer Landstraße zum Platz der Republik. Von dort führt der Kurs über die Friedrich-Ebert-Anlage und über den Messekreisel in die Senckenberganlage. Das Ziel liegt kurz vor der Bockenheimer Warte.

### Entwicklung der Teilnehmerzahlen
| Datum         | Teilnehmer | Firmen |
| ------------- | ---------- | ------ |
| 1993          | 527        | 57     |
| 14. Juni 1994 | 1600       | 144    |
| 7. Juni 1995  | 3000       | 200    |
| 19. Juni 1996 | 5300       | 325    |
| 18. Juni 1997 | 8600       | 467    |
| 17. Juni 1998 | 13.857     | 659    |
| 16. Juni 1999 | 20.685     | 900    |
| 14. Juni 2000 | 25.527     | 831    |
| 29. Mai 2001  | 40.099     | 1461   |
| 19. Juni 2002 | 51.031     | 1733   |
| 18. Juni 2003 | 45.000     |        |
| 16. Juni 2004 | 51.140     | 1831   |
| 2. Juni 2005  | 60.000     |        |
| 1. Juni 2006  | 62.390     |        |
| 13. Juni 2007 | 67.270     | 2446   |
| 11. Juni 2008 | 73.719     | 2589   |
| 17. Juni 2009 | 69.042     | 2708   |
| 9. Juni 2010  | 72.741     | 2752   |
| 15. Juni 2011 | 68.454     | 2742   |
| 14. Juni 2012 | 68.586     | 2761   |
| 12. Juni 2013 | 68.709     | 2782   |
| 11. Juni 2014 | 71.735     | 2781   |
| 15. Juni 2015 | 70.239     | 2682   |
| 15. Juni 2016 | 68.119     | 2633   |
| 13. Juni 2017 | 63.776     | 2419   |
| 7. Juni 2018  | 63.870     | 2388   |
| 12. Juni 2019 | 62.772     | 2282   |
| 8. Juni 2022  | 24.000     | 1000   |
| 14. Juni 2023 | 55.153     | 2060   |
| 05. Juni 2024 | 63.435     | 2186   |